# Леводопа
Леводопа (лат. Levodopum, англ. Levodopa, також L-ДОФА) — природний лікарський засіб, який за хімічним складом є амінокислотою та метаболічним попередником нейромедіатора дофаміну, який застосовується для лікування паркінсонізму, переважно у комбінації з інгібітором декарбоксилази. Леводопа застосовується перорально.

## Історія
Леводопа (дигідрофенілаланін) у чистому вигляді уперше синтезований у 1911 році Казимиром Функом, а в 1913 році швейцарський біохімік Магнус Гуггенхайм уперше виділив природну леводопу з кінського бобу. У 50-х роках ХХ століття шведський науковець Арвід Карлссон дослідив, що введення леводопи тваринам із резерпін-індукованим паркінсонізмом зменшує прояви захворювання. На початку 60-х років ХХ століття австрійський лікар українського походження Олег Горникевич після встановлення факту різкого зниження рівня дофаміну в мозку хворих паркінсонізмом, разом із неврологом Вальтером Біркмаєром виявили, що внутрішньовенне введення леводопи значно знижує симптоми паркінсонізму у хворих людей. Подальші дослідження леводопи проводив грецько-американський учений Джордж Котціас, який довів, що ефективним при паркінсонізмі є призначення високих доз препарату, оскільки 98 % леводопи метаболізуються в організмі та не доходять до основної точки прикладання препарату в головному мозку. Після цих досліджень, результати яких опубліковані в 1967 році, розпочалось широке застосування леводопи у клінічній практиці.

## Фармакологічні властивості
Леводопа — природний препарат, який за хімічним складом є амінокислотою та метаболічним попередником нейромедіатора дофаміну, який застосовується для лікування паркінсонізму. Механізм дії препарату полягає у тому, що леводопа, на відміну від свого метаболіту дофаміну, може проникати через гематоенцефалічний бар'єр, де вона метаболізується до дофаміну, що призводить до усунення дефіциту дофаміну, який і спричинює більшість клінічних симптомів паркінсонізму, наслідком чого є усунення у хворих симптомів цього захворювання. Леводопа зменшує більшість симптомів паркінсонізму — ригідність, гіпокінезію, тремор, дисфагію, слинотечію, а також збільшує об'єм рухів та відновлює здатність до концентрації уваги. Існує думка, що леводопа гальмує вироблення власного дофаміну в нервовій системі, проте доведено, що ця думка є хибною, і леводопа навіть стимулює вироблення ендогенного дофаміну. Леводопа застосовується практично при всіх формах паркінсонізму, за виключенням паркінсонізму, спричиненого застосуванням нейролептиків. Тривалий час препарат вважається золотим стандартом у лікуванні паркінсонізму. Оскільки майже вся ендогенна леводопа (98 %) метаболізується в організмі до дофаміну, який не проникає через гематоенцефалічний бар'єр, тому препарат застосовується або з інгібітором декарбоксилази (карбідопа, бенсеразид), або з інгібітором катехол-О-метилтрансферази (ентакапон). Застосування комбінованих форм леводопи не лише підвищує біодоступність препарату, але й зменшує кількість побічних ефектів препарату, зокрема нудоту і блювання. Проте тривале застосування леводопи спричинює появу у хворих моторних флуктуацій та дискінезій, часткове зменшення яких спостерігається при застосуванні пролонгованих форм леводопи з інгібіторами декарбоксилази, або тривалої внутрішньовенної або інтрадуоденальної інфузії леводопи.

### Фармакокінетика
Леводопа добре всмоктується при пероральному застосуванні, проте її біодоступність становить лише близько 30 % при застосуванні препаратів зі стандартним вивільненням, при застосуванні препаратів із повільним вивільненням біодоступність леводопи зростає до 70 %. Леводопа швидко, практично повністю, метаболізується до дофаміну, який не проникає через гематоенцефалічний бар'єр. Пізніше дофамін метаболізується до неактивних метаболітів. Леводопа проникає через плацентарний бар'єр та виділяється в грудне молоко. Виводиться препарат із організму переважно із сечею у вигляді метаболітів. Період напіввиведення леводопи становить 50—90 хвилин, цей час збільшується при застосуванні форм препарату з повільним вивільненням.

## Показання
Леводопа застосовується для лікування паркінсонізму, у тому числі симптоматичного (за виключенням паркінсонізму, спричиненого застосуванням нейролептиків).

## Побічна дія
При застосуванні леводопи побічні ефекти, переважно спричинені збільшенням концентрації у крові дофаміну, який є основним метаболітом леводопи. Спочатку в хворих з'являються нудота і блювання, пізніше з'являються рухові флуктуації та дискінезії. Також при застосуванні препарату спостерігаються наступні побічні явища:
- Алергічні реакції та з боку шкірних покривів — шкірний висип, свербіж шкіри, набряк Квінке, кропив'янка, геморагічний васкуліт, гіпергідроз, алопеція, забарвлення поту в темний колір.
- З боку травної системи — діарея або запор, біль у животі, потемніння слини, диспепсія, сухість та гіркий присмак у роті, підвищення виділення слини, дисфагія, скреготіння зубами, напади гикавки, шлунково-кишкова кровотеча, метеоризм, печіння язика, виразка дванадцятипалої кишки.
- З боку нервової системи — атаксія, астенія, дезорієнтація, оніміння кінцівок, тремор рук, посмикування м'язів, блефароспазм, тризм, ейфорія, запаморочення, сонливість, дуже рідко також надмірна денна сонливість і раптові епізоди засинання, парестезії, епізоди психозу, марення, кошмари, галюцинації, параноїдальне мислення, депресія, деменція, збудження, страх, сплутаність свідомості, безсоння, порушення координації рухів, швидка втомлюваність, загальна слабкість, головний біль, активація синдрому Горнера, злоякісний нейролептичний синдром, втрата свідомості, анорексія, переїдання, пристрасть до азартних ігор.
- З боку дихальної системи — пригнічення дихання, задишка, поушення дихання.
- З боку серцево-судинної системи — припливи крові, аритмії, артеріальна гіпотензія, артеріальна гіпертензія, біль у грудній клітці, флебіт, периферичні набряки.
- З боку сечостатевої системи — затримка сечопуску, нетримання сечі, забарвлення сечі у темний колір, пріапізм.
- Інші побічні ефекти — збільшення або зменшення ваги тіла.
- Зміни в лабораторних аналізах — анемія, зниження гематокриту, гіперглікемія, лейкоцитоз, бактеріурія, гематурія, підвищення активності ферментів печінки, підвищення кількості білірубіну в крові, підвищення кількості сечовини і креатиніну в крові, підвищення кількості сечової кислоти в крові.

## Протипокази
Леводопа протипоказана при підвищеній чутливості до препарату, важких психозах, закитокутовій глаукомі, затримці сечопуску, важких захворюваннях печінки і нирок, важких захворюваннях серцево-судинної системи, гострому інсульті, феохромоцитомі, гіпертиреозі, синдромі Кушинга, меланомі, одночасному застосуванні інгібіторів монооксидази, у дитячому віці. Леводопа не рекомендована до застосування при вагітності та годуванні грудьми.

## Форми випуску
Леводопа випускається виключно у комбінаціях з інгібіторами декарбоксилази карбідопою (леводопа/карбідопа) і бенсеразидом, та з інгібітором катехол-О-метилтрансферази ентакапоном.